# Philippe van Cranem
Philippe van Cranem, né le 23 novembre 1961 à Watermael-Boitsfort, est un homme politique belge bruxellois, membre du MR.
Il est licencié en sciences politiques et directeur d'administration de la culture, du sport et de la jeunesse à la province de Brabant wallon.

## Fonctions politiques
- Echevin à Woluwe-Saint-Pierre depuis 1989
- Membre du Parlement de la Région de Bruxelles-Capitale :
  - du 13.01.1995 au 21.05.1995 en remplacement de Jacques Simonet, décédé
  - du 06.06.2003 au 13.06.2004 en remplacement de Martine Payfa